# Faro de Na Pòpia
El faro de Na Pòpia es un faro situado en la parte superior de la isla de Sa Dragonera, a 700 metros de la isla de Mallorca, en el archipiélago de las Islas Baleares, España. Actualmente está fuera de uso.

## Historia
Durante un tiempo fue el faro más alto de España, ya que tiene un plano focal situado a 360 metros de altura sobre el nivel del mar. Fue proyectado por Antonio López y Montalvo, comenzando su periodo de funcionamiento el 20 de marzo de 1852.